# Ованес Крнеци
Оване́с Крнеци́ (Кырнеци́) (арм. Հովհաննես Քռնեցի, 1290/92—1347), — армянский грамматик, богослов и переводчик XIV века. Выпускник Гладзорского университета, яркий представитель армянских униатов.

## Жизнь и творчество
Родился между 1290 и 1292 гг. в Кирне, прошёл обучение в Гладзорском университете. В 1328 году отправился в Марагу к доминиканскому священнику Варфоломею Болонскому (по одной версии, по указанию своего учителя Есаи Нчеци, чтобы вести полемические споры с доминиканцами; по другой — по собственному желанию, в целях осуществления своего давнего желания принять католичество и пополнить своё образование). Скоро примкнул к последователям Варфоломея Болонского, выучил латинский и научил Варфоломея армянскому языку. Проповедовал католическое учение, вместе с Болонским и своим однокашником и последователем Акопом перевёл с латыни на армянский значительное количество теологических, философских и естествонаучных сочинений в течение короткого времени. Особенно старался привлечь к себе бывших товарищей по учёбе, выпускников Гладзора, уговаривал их отречься от Армянской церкви. Более патриотически настроенные представители армянской интеллигенции называли его «корнем горечи», «лютым», «Иудой среди учеников Христа». В 1330 году уговорил своего дядю Геворга, главы родного села Ованеса, принять католичество. С помощью последнего построил в Кырне армяно-католическую церковь св. Богородицы (Сурб Аствацацин) и основал Кырнайскую доминиканскую конгрегацию. В 1333 году, после визита к Римскому папе, был назначен духовным предводителем католической общины области Ернджак. Умер в 1347 году в монастыре Кырны.
Из авторских сочинений Крнеци до нас дошли полемическое сочинение «Послание» (1333 г.), грамматический труд «О грамматике» (1344 г.), а также написанный в соавторстве с Варфоломеем Болонским богословский трактат «Книга о двух естествах и одной ипостаси во Христе» (между 1328 и 1330 гг.). Первый представляет собой состоящее из 19 пунктов циркулярное письмо, отправленное вардапетам и ученикам Гладзора, в котором Ованес призывал их «принять ошибки нашей нации и примкнуть к Римской церкви», старался доказать преимущества римско-католической церкви, бесперспективность борьбы национального духовенства и светских феодалов Восточной Армении. Второй — «О грамматике» (арм. «Յաղագս քերականին») — был новшеством в армянской грамматической науке. Используя труды как армянских (Вардан Аревелци, Есаи Нчеци, Ованес Ерзнкаци Плуз), так и латинских (Присциан) и греческих (Аполлоний Дискол) грамматиков, Ованесу удалось отойти от установившейся традиции писать армянскую грамматику в форме комментария к «Искусству грамматики» Дионисия Фракийского, в его работе наблюдается синтез подходов латинских и армянских грамматиков. Некоторые аспекты грамматики армянского впервые изучены в этой работе. В основном следует латинским грамматикам, влияние последних  сказалось, например, в определении грамматики или в отождествлении звука и буквы.